# Saint-Clar
Saint-Clar (Sent Clar en gascon) est une commune française située dans le département du Gers en région Occitanie. Sur le plan historique et culturel, la commune est dans la Lomagne, une ancienne circonscription de la province de Gascogne ayant titre de vicomté, surnommée « Toscane française ».
Exposée à un climat océanique altéré, elle est drainée par l'Arrats, l'Auroue, la Lavassère et par divers autres petits cours d'eau. La commune possède un patrimoine naturel remarquable composé de trois zones naturelles d'intérêt écologique, faunistique et floristique.
Saint-Clar est une commune rurale qui compte 1 052 habitants en 2022. Ses habitants sont appelés les Saint-Clarais ou  Saint-Claraises.
Le patrimoine architectural de la commune comprend un immeuble protégé au titre des monuments historiques : la halle-hôtel de ville, inscrite en 1986.

## Géographie

### Localisation

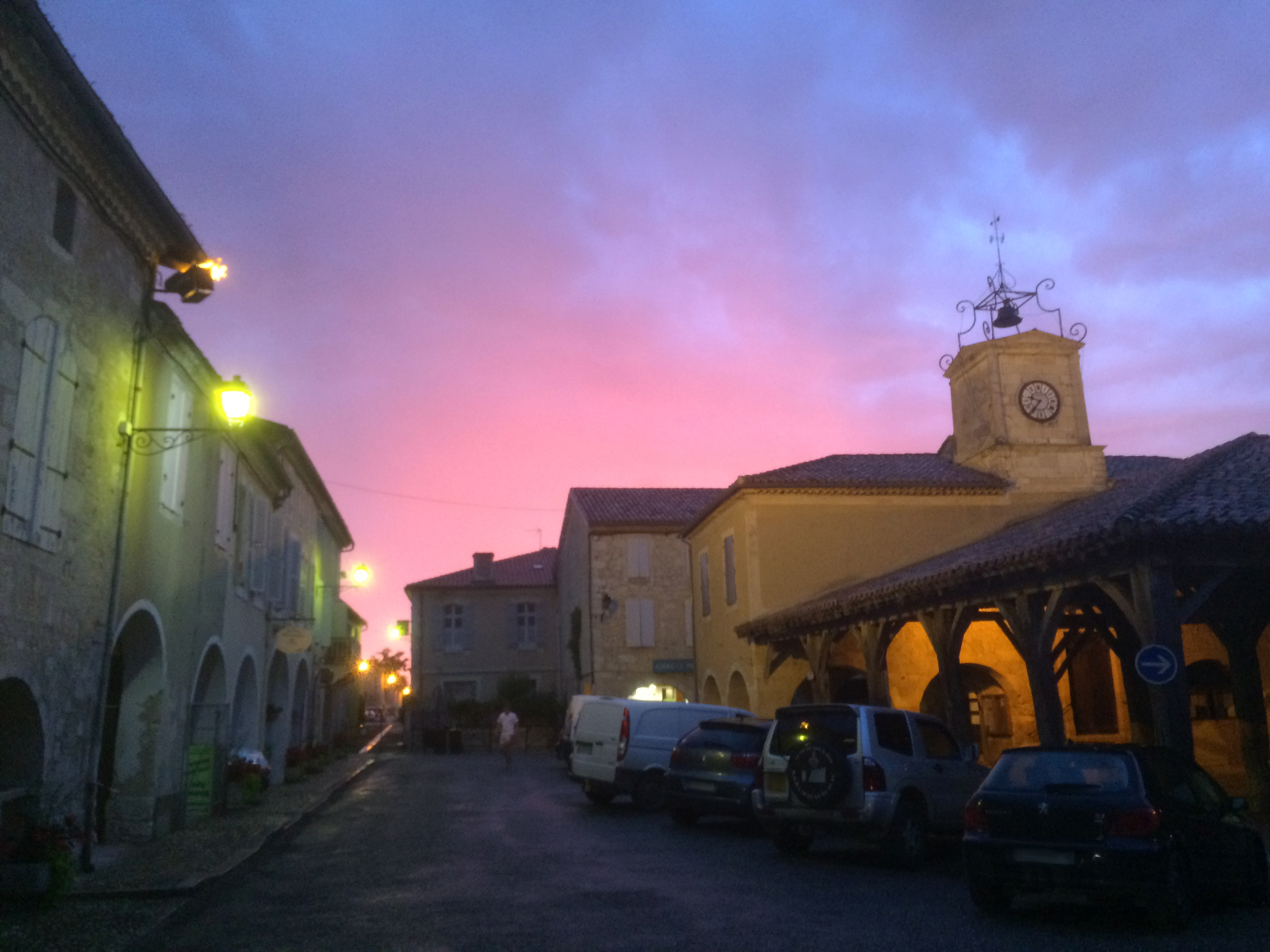
Place de la Mairie, crépuscule.

Saint-Clar est une commune située en Lomagne, région intermédiaire entre les coteaux de Gascogne dont l'altitude peut atteindre 270 m et la vallée de la Garonne. Elle est constituée de deux vallonnements traversés en tous sens par de multiples petits ruisseaux. Trois cours d'eau sont plus importants : l'Arrats, le Gers et la Gimone. Ils ont creusé leurs vallées en direction de la Garonne. La vallée de  l'Arrats où est située Saint-Clar fut une importante voie de communication. Ce paysage caractérise le Saint-Clarais.

### Communes limitrophes
Les communes limitrophes sont Avezan, Castelnau-d'Arbieu, L'Isle-Bouzon, Lectoure, Magnas, Mauroux, Saint-Créac, Saint-Léonard et Urdens.

### Géologie et relief
Les sols sont constitués de terrains argilo-calcaires et de boulbènes. Le calcaire affleure par endroits dans le Saint-Clarais. Les boulbènes, provenant d'anciens dépôts d'érosion forment des sols des hautes terrasses de la Garonne. Ces sols sont très facilement imbibés d'eau. Ils sont particulièrement collants lors des périodes de pluies et secs et durs durant l'été. Ils sont pénibles à travailler. Comme la plupart des bourgades des alentours, Saint-Clar surplombe ce paysage et se situe sur une hauteur, à 162 m, à l'extrémité d'un plateau dominant la vallée de l'Arrats.
Saint-Clar se situe en zone de sismicité 1 (sismicité très faible).

### Hydrographie

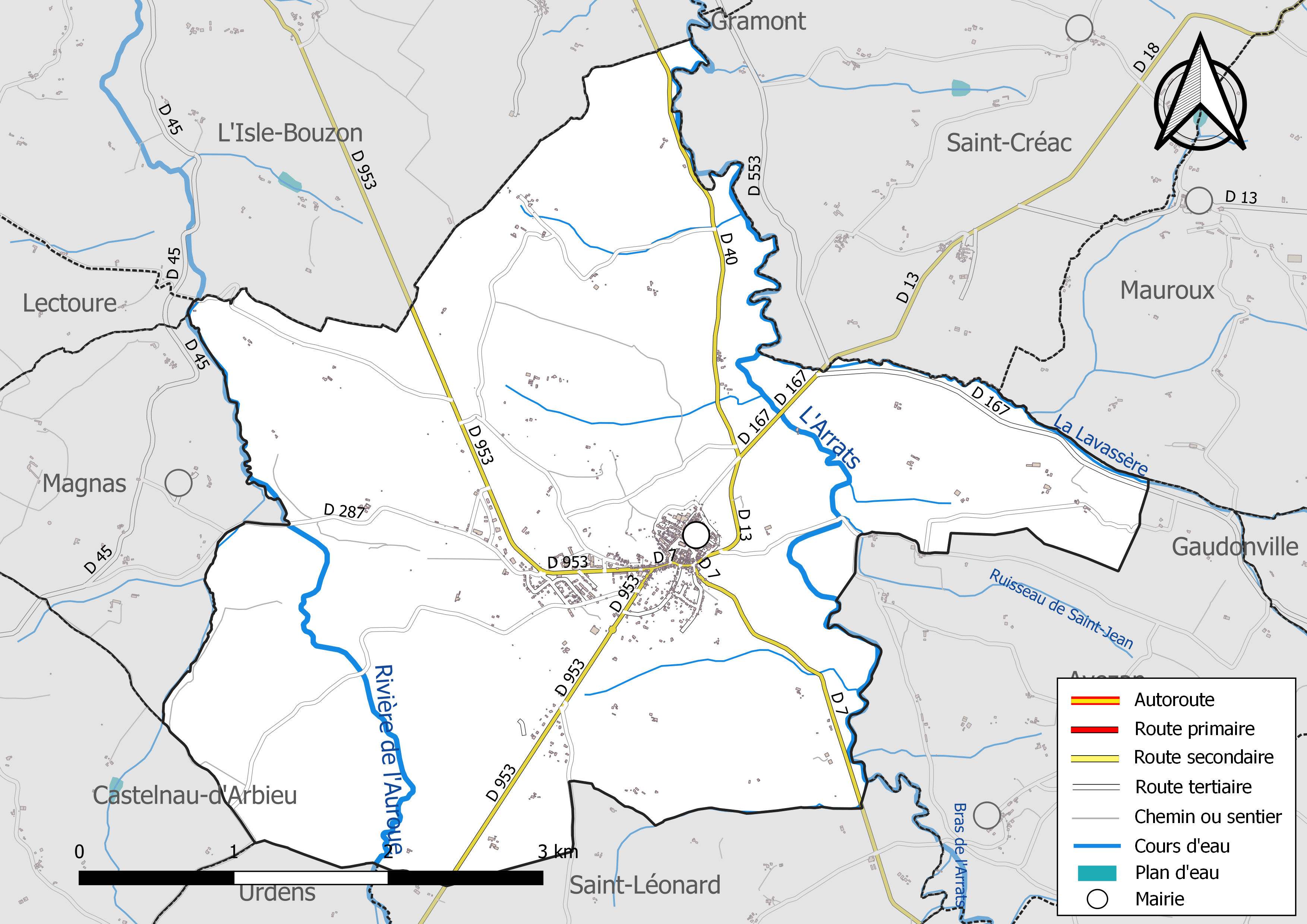
Réseaux hydrographique et routier de Saint-Clar.

L'Arrats, en provenance d'Avezan, marque la limite entre les deux communes et traverse ensuite l'est de Saint-Clar avant de couler en limite de Mauroux et de Saint-Créac. Deux bras de la rive gauche viennent former deux lacs au-dessus du village. Le ruisseau de la Lavassère se jette dans l'Arrats à Saint-Clar après avoir longé Mauroux et Saint-Créac.
L'Auroue, en provenance de Saint-Léonard, traverse le sud-ouest de la commune avant de marquer la limite avec Magnas. Le ruisseau du Margaridat, en provenance de Castelnau-d'Arbieu, marque la limite avec Magnas avant de se jeter dans l'Auroue à l'ouest de Saint-Clar.

### Climat
Pour des articles plus généraux, voir Climat de l'Occitanie et Climat du Gers.
En 2010, le climat de la commune est de type climat du Bassin du Sud-Ouest, selon une étude s'appuyant sur une série de données couvrant la période 1971-2000. En 2020, Météo-France publie une typologie des climats de la France métropolitaine dans laquelle la commune est exposée à un climat océanique altéré et est dans la région climatique Aquitaine, Gascogne, caractérisée par une pluviométrie abondante au printemps, modérée en automne, un faible ensoleillement au printemps, un été chaud (19,5 °C), des vents faibles, des brouillards fréquents en automne et en hiver et des orages fréquents en été (15 à 20 jours).
Pour la période 1971-2000, la température annuelle moyenne est de 13,3 °C, avec une amplitude thermique annuelle de 15,4 °C. Le cumul annuel moyen de précipitations est de 764 mm, avec 10,2 jours de précipitations en janvier et 6,1 jours en juillet. Pour la période 1991-2020, la température moyenne annuelle observée sur la station météorologique la plus proche, située sur la commune de Mauroux à 4 km à vol d'oiseau, est de 14,0 °C et le cumul annuel moyen de précipitations est de 677,6 mm,. Pour l'avenir, les paramètres climatiques de la commune estimés pour 2050 selon différents scénarios d'émission de gaz à effet de serre sont consultables sur un site dédié publié par Météo-France en novembre 2022.

### Milieux naturels et biodiversité
L’inventaire des zones naturelles d'intérêt écologique, faunistique et floristique (ZNIEFF) a pour objectif de réaliser une couverture des zones les plus intéressantes sur le plan écologique, essentiellement dans la perspective d’améliorer la connaissance du patrimoine naturel national et de fournir aux différents décideurs un outil d’aide à la prise en compte de l’environnement dans l’aménagement du territoire.
Deux ZNIEFF de type 1 sont recensées sur la commune :
les « bois de Jamounets et de la Coume » (66 ha), couvrant deux communes du département, et 
le « vallon de Lavassère et plateau de Mauroux » (639 ha), couvrant sept communes du département
et une ZNIEFF de type 2, : 
le « cours de l'Arrats » (815 ha), couvrant trente communes dont 22 dans le Gers et huit dans le Tarn-et-Garonne.

Carte des ZNIEFF de type 1 et 2 à Saint-Clar.
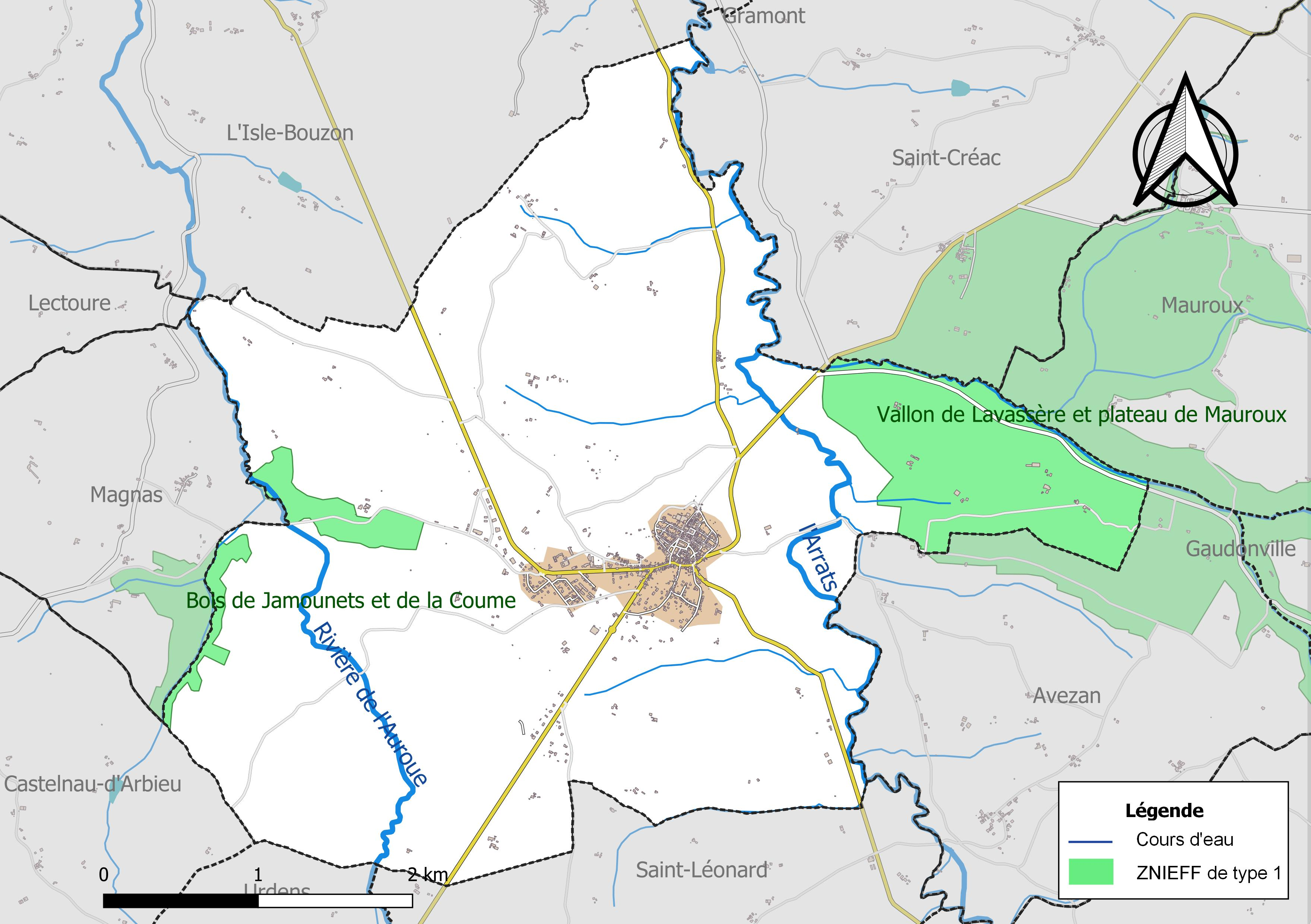
Carte des ZNIEFF de type 1 sur la commune.
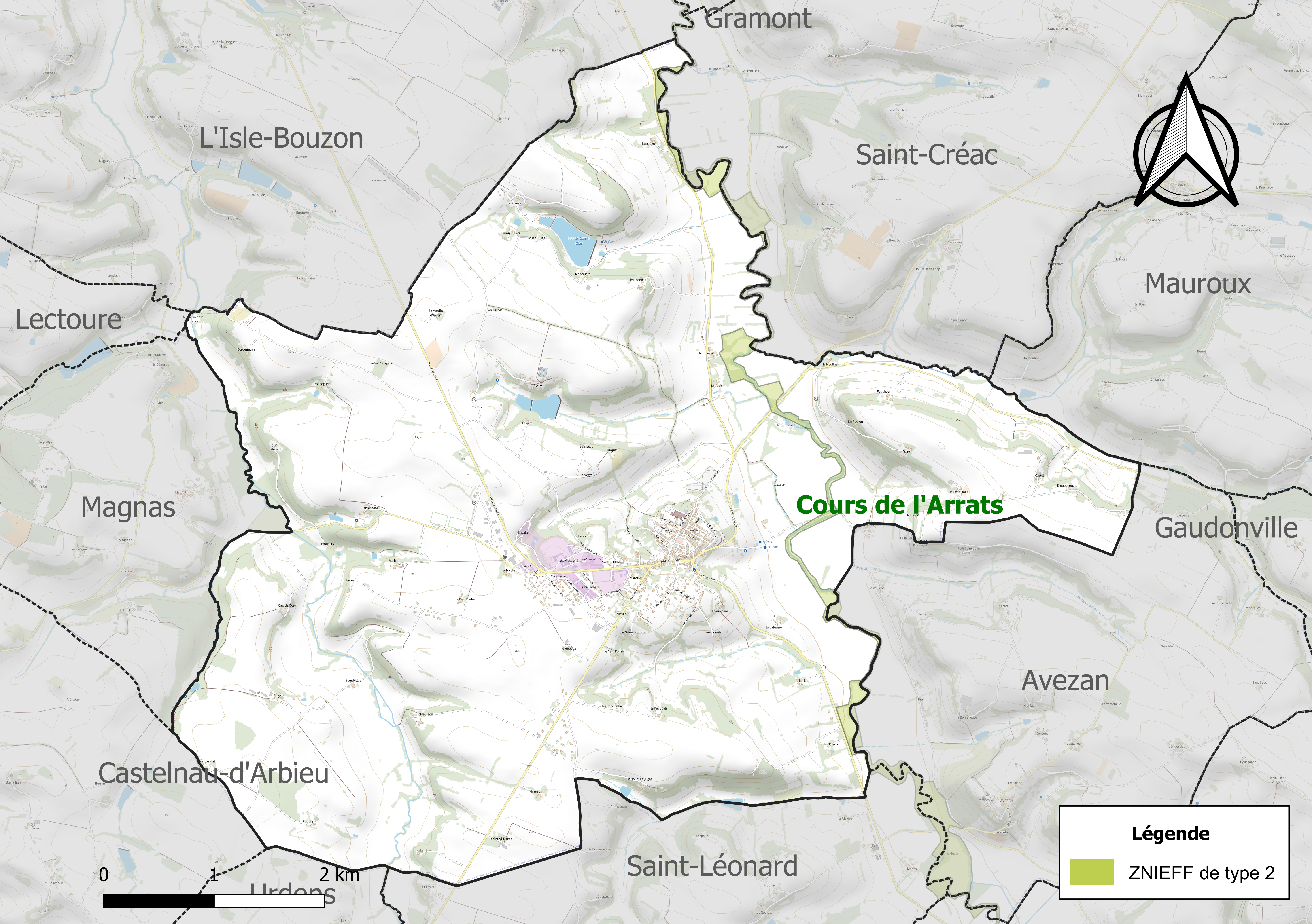
Carte de la ZNIEFF de type 2 sur la commune.

## Urbanisme

### Typologie
Au 1er janvier 2024, Saint-Clar est catégorisée bourg rural, selon la nouvelle grille communale de densité à sept niveaux définie par l'Insee en 2022.
Elle est située hors unité urbaine et hors attraction des villes,.

### Occupation des sols
L'occupation des sols de la commune, telle qu'elle ressort de la base de données européenne d’occupation biophysique des sols Corine Land Cover (CLC), est marquée par l'importance des territoires agricoles (92,8 % en 2018), en diminution par rapport à 1990 (94,9 %). La répartition détaillée en 2018 est la suivante : 
terres arables (74,2 %), zones agricoles hétérogènes (18,7 %), zones urbanisées (4,5 %), forêts (2,7 %). L'évolution de l’occupation des sols de la commune et de ses infrastructures peut être observée sur les différentes représentations cartographiques du territoire : la carte de Cassini (XVIIIe siècle), la carte d'état-major (1820-1866) et les cartes ou photos aériennes de l'IGN pour la période actuelle (1950 à aujourd'hui).

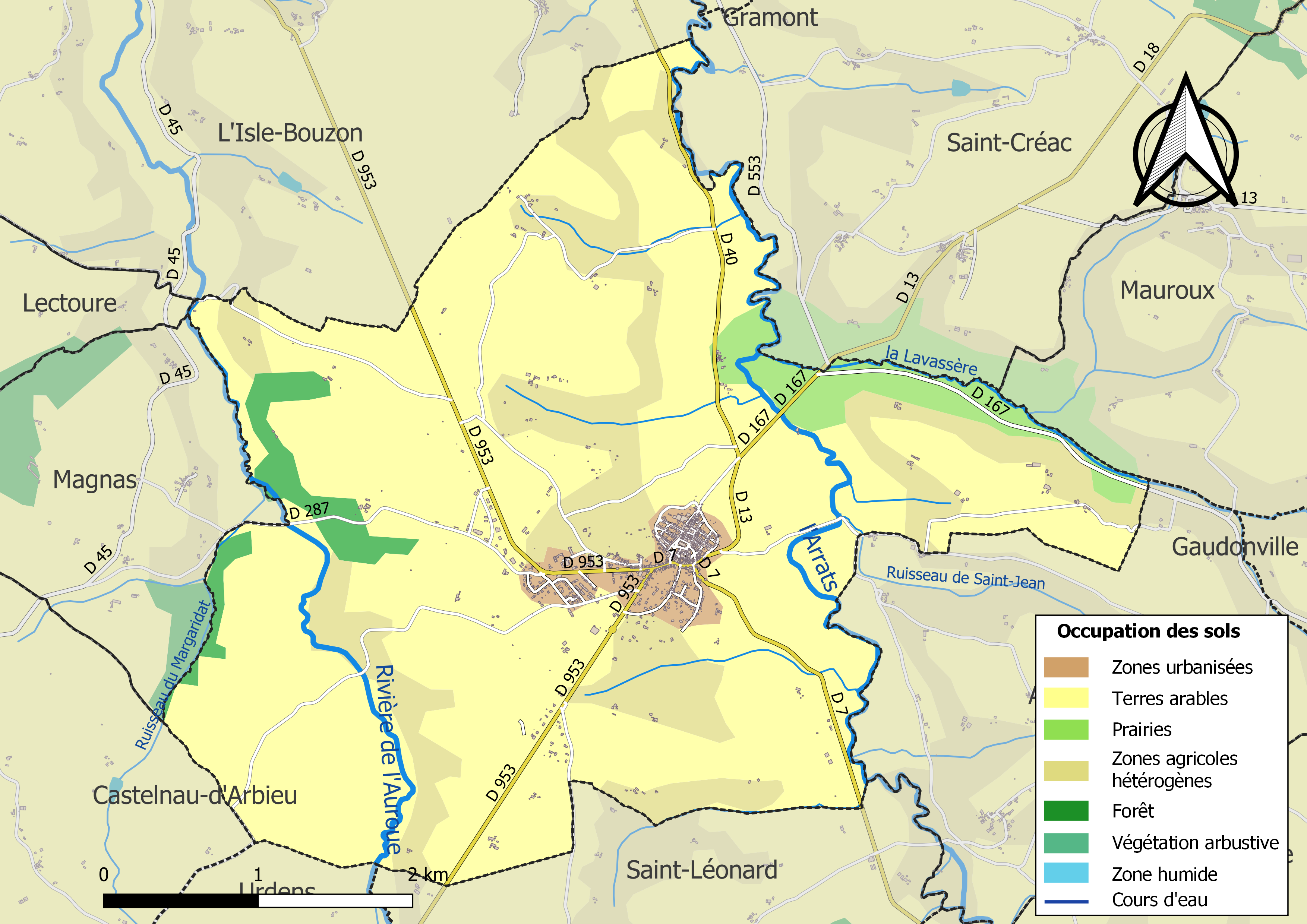
Carte des infrastructures et de l'occupation des sols de la commune en 2018 (CLC).

### Morphologie urbaine
Commune de Gascogne, la ville actuelle est le fruit d'une histoire riche. Situé à proximité de deux voies antiques, le site accueillit des villas gallo-romaines puis deux châteaux : celui de l'évêque de Lectoure et celui du vicomte de Lomagne. Cette confrontation entre le pouvoir spirituel et le pouvoir temporel détermina le développement spatial de Saint-Clar et la création de quartiers bien visibles sur le terrain : 
- Le quartier du Château-Vieux : ce quartier prend aussi le nom de Castel Bielh. C'est le noyau primitif et historique. Les habitations se regroupent autour du château comtal et de l'église. Les rues sont étroites. Les maisons sont basses et à colombage. L'ancienne église daterait du XIIe siècle. Elle fut remaniée au XIVe siècle. Il faut y admirer les neuf enfeus sur les murs gouttereaux. Elle a été désaffectée au XIXe siècle.
- La bastide neuve : ce quartier correspond à la bastide qui fut fondée en 1289 à la suite d'un paréage entre Géraud II de Montlezun, évêque de Lectoure, seigneur de Saint-Clar et le duc d'Aquitaine, roi d'Angleterre. Le quadrillage se compose de trois rues orientées nord-sud et de trois est-ouest. Dans un îlot non attribué s'est élevée la halle avec tout autour des galeries couvertes ou garlandes. Plus qu’aux marchés, la halle servait surtout aux réunions et délibérations communales.
- La bastide vieille : ce quartier correspond à une bastide située au nord de Saint-Clar qui fut lotie dès le Moyen Âge. Toutefois, les constructions visibles à l'heure actuelle ne datent que du XIXe siècle. À son extrémité, on a une belle vue sur la vallée de l'Arrats.
- Le faubourg ou le barry : ce quartier se développe le long de l'axe conduisant à Fleurance.

### Habitat et logement
En 2018, le nombre total de logements dans la commune était de 630, alors qu'il était de 597 en 2013 et de 562 en 2008.
Parmi ces logements, 74,6 % étaient des résidences principales, 11,9 % des résidences secondaires et 13,5 % des logements vacants. Ces logements étaient pour 88,1 % d'entre eux des maisons individuelles et pour 10,8 % des appartements.
Le tableau ci-dessous présente la typologie des logements à Saint-Clar en 2018 en comparaison avec celle du Gers et de la France entière. Une caractéristique marquante du parc de logements est ainsi une proportion de résidences secondaires et logements occasionnels (11,9 %) supérieure à celle du département (9,6 %) et à celle de la France entière (9,7 %). Concernant le statut d'occupation de ces logements, 64,6 % des habitants de la commune sont propriétaires de leur logement (66,7 % en 2013), contre 68,9 % pour le Gers et 57,5 % pour la France entière.
| Typologie                                               | Saint-Clar | Gers | France entière |
| ------------------------------------------------------- | ---------- | ---- | -------------- |
| Résidences principales (en %)                           | 74,6       | 79,9 | 82,1           |
| Résidences secondaires et logements occasionnels (en %) | 11,9       | 9,6  | 9,7            |
| Logements vacants (en %)                                | 13,5       | 10,6 | 8,2            |

### Voies de communication et transports
Saint-Clar est accessible par l'autoroute A62, sortie no 8 entre Bordeaux et Toulouse et D 40 sur 20 km. Depuis Auch la commune est accessible par la route nationale 21 jusqu'à Fleurance puis la D 95 sur 11 km.

### Énergie
Saint-Clar, nouvelle cité du soleil, la mairie de Saint-Clar a lancé en septembre 2009 les travaux de la plus importante centrale photovoltaïque de France métropolitaine. D'une superficie de 25 ha, cette centrale construite par la société Solarezo et financée par le Crédit agricole est entrée en service en juin 2010. Un des premiers hangars agricoles avec toiture en panneaux photovoltaïques a été inauguré en octobre 2009 à Saint-Clar alors que les travaux pour la construction de deux bâtiments industriels commençaient sur la zone d'activités.[réf. nécessaire]

### Risques naturels et technologiques
Le territoire de la commune de Saint-Clar est vulnérable à différents aléas naturels : météorologiques (tempête, orage, neige, grand froid, canicule ou sécheresse), inondations et séisme (sismicité très faible). Un site publié par le BRGM permet d'évaluer simplement et rapidement les risques d'un bien localisé soit par son adresse soit par le numéro de sa parcelle.
Certaines parties du territoire communal sont susceptibles d’être affectées par le risque d’inondation par débordement de cours d'eau, notamment l'Arrats et l'Auroue. La cartographie des zones inondables en ex-Midi-Pyrénées réalisée dans le cadre du XIe Contrat de plan État-région, visant à informer les citoyens et les décideurs sur le risque d’inondation, est accessible sur le site de la DREAL Occitanie. La commune a été reconnue en état de catastrophe naturelle au titre des dommages causés par les inondations et coulées de boue survenues en 1988, 1999, 2009 et 2018,.

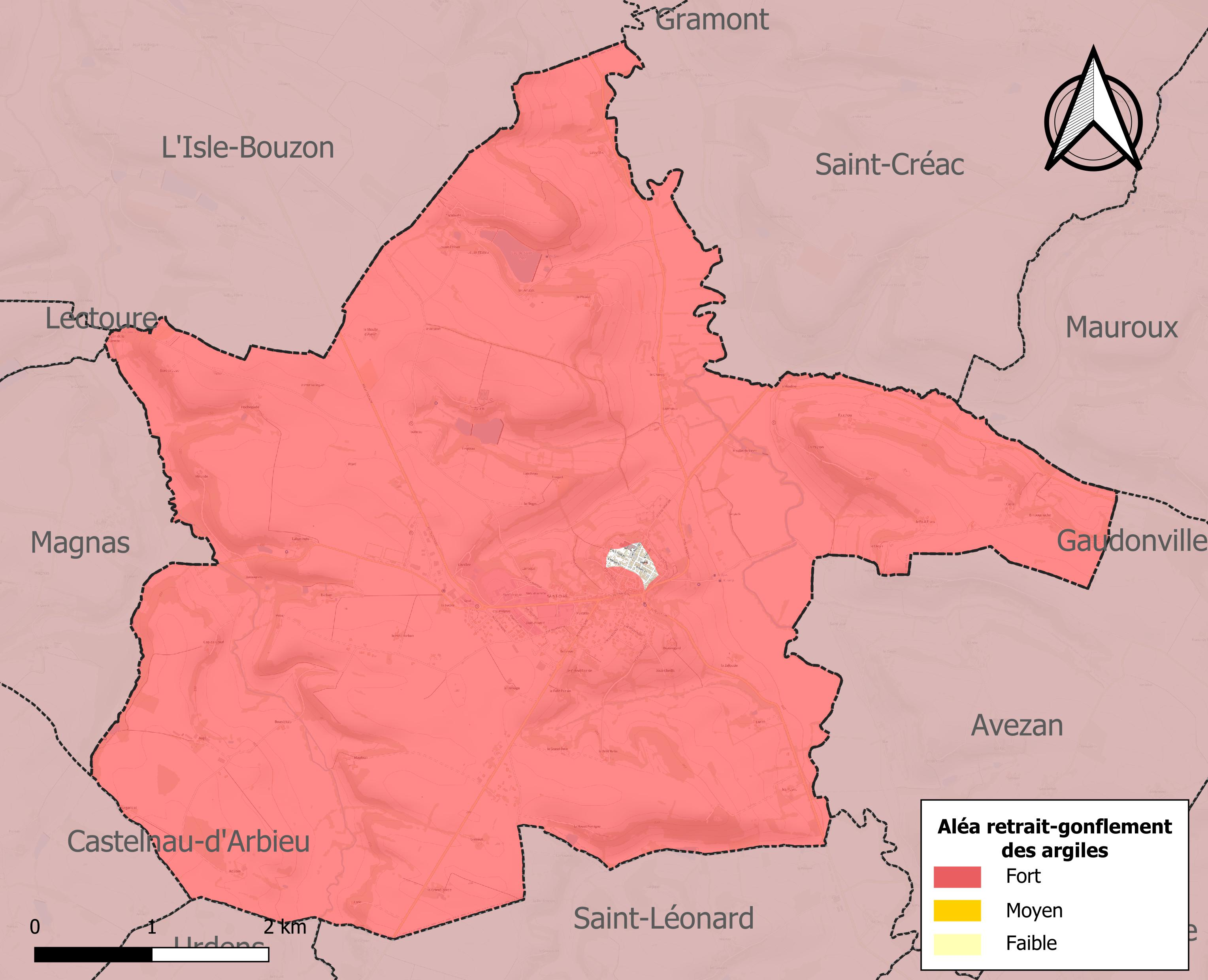
Carte des zones d'aléa retrait-gonflement des sols argileux de Saint-Clar.

Le retrait-gonflement des sols argileux est susceptible d'engendrer des dommages importants aux bâtiments en cas d’alternance de périodes de sécheresse et de pluie. 99,7 % de la superficie communale est en aléa moyen ou fort (94,5 % au niveau départemental et 48,5 % au niveau national). Sur les 546 bâtiments dénombrés sur la commune en 2019, 439 sont en aléa moyen ou fort, soit 80 %, à comparer aux 93 % au niveau départemental et 54 % au niveau national. Une cartographie de l'exposition du territoire national au retrait gonflement des sols argileux est disponible sur le site du BRGM,.
Par ailleurs, afin de mieux appréhender le risque d’affaissement de terrain, l'inventaire national des cavités souterraines permet de localiser celles situées sur la commune.
Concernant les mouvements de terrains, la commune a été reconnue en état de catastrophe naturelle au titre des dommages causés par la sécheresse en 1989, 1992, 1998, 2003 et 2016 et par des mouvements de terrain en 1999.

## Politique et administration

### Rattachements administratifs et électoraux

#### Rattachements administratifs
La commune se trouve depuis 1926 dans l'arrondissement de Condom du département du Gers.
Elle faisait était depuis 1793 le chef-lieu du canton de Saint-Clar. Dans le cadre du redécoupage cantonal de 2014 en France, cette circonscription administrative territoriale a disparu, et le canton n'est plus qu'une circonscription électorale.

#### Rattachements électoraux
Pour les élections départementales, la commune fait partie depuis 2014 du canton de Fleurance-Lomagne
Pour l'élection des députés, elle fait partie de la deuxième circonscription du Gers.

### Intercommunalité
Saint-Clar était le siège de la communauté de communes Cœur de Lomagne, un établissement public de coopération intercommunale (EPCI) à fiscalité propre créé fin 1999  et auquel la commune avait transféré un certain nombre de ses compétences, dans les conditions déterminées par le code général des collectivités territoriales.
Conformément aux prescriptions de la loi de réforme des collectivités territoriales du 16 décembre 2010, qui a prévu le renforcement et la simplification des intercommunalités et la constitution de structures intercommunales de grande taille, cette intercommunalité a fusionné avec ses voisines pour former, le 1er janvier 2013, la communauté de communes Bastides de Lomagne, dont est désormais membre la commune.

### Liste des maires
| Période                                  | Période                        | Identité                | Étiquette                | Qualité |
| ---------------------------------------- | ------------------------------ | ----------------------- | ------------------------ | --- |
| Les données manquantes sont à compléter. |                                |                         |                          | |
|                                          |                                |                         |                          | |
| 1897                                     | 1913                           | Jules Delpech-Cantaloup | Action libérale (Droite) | Avocat, propriétaire Conseiller général de Saint-Clar (1877-1913) Député du Gers (1898 → 1902) Président du conseil général du Gers (1885 → 1892)                              |
| 1946                                     | 1965                           | Raymond Derrey          | (Gauche)                 | Chef d'entreprise du bâtiment Ancien résistant rattaché au Maquis de Saint-Martin de Las Oumettes Cofondateur de la Maison de l'Artisan de Auch et membre                      |
| 1977                                     | 1989                           | André Cellard           | PS                       | Avocat Député du Gers (2e circ.) (1978 → 1981) Secrétaire d'État (Gouvernement Pierre Mauroy I & II) (1981 → 1983)                                                             |
| 1989                                     | 2008                           | Bernard Cassaignau      | UDF                      | Notaire Conseiller général de Saint-Clar (1979 → 2004) |
| 2008                                     | juin 2022                      | David Taupiac           | PS                       | Ingénieur Vice-président de la CC Bastides de Lomagne[Quand ?]- Conseiller régional Député du Gers (2e circ.) (2021 → ) Démissionnaire à la suite de son élection comme député |
| juillet 2022                             | En cours (au 16 décembre 2022) | Éric Ballester          | PS                       | Gérant de société dans le bâtiment |

## Population et société

### Démographie
L'évolution du nombre d'habitants est connue à travers les recensements de la population effectués dans la commune depuis 1793. Pour les communes de moins de 10 000 habitants, une enquête de recensement portant sur toute la population est réalisée tous les cinq ans, les populations de référence des années intermédiaires étant quant à elles estimées par interpolation ou extrapolation. Pour la commune, le premier recensement exhaustif entrant dans le cadre du nouveau dispositif a été réalisé en 2004.

En 2022, la commune comptait 1 052 habitants, en évolution de +5,09 % par rapport à 2016 (Gers : +1,04 %, France hors Mayotte : +2,11 %).
| 1793  | 1800  | 1806  | 1821  | 1831  | 1841  | 1846  | 1851  | 1856  |
| ----- | ----- | ----- | ----- | ----- | ----- | ----- | ----- | ----- |
| 1 500 | 1 394 | 1 246 | 1 599 | 1 638 | 1 575 | 1 569 | 1 710 | 1 638 |

| 1861  | 1866  | 1872  | 1876  | 1881  | 1886  | 1891  | 1896  | 1901  |
| ----- | ----- | ----- | ----- | ----- | ----- | ----- | ----- | ----- |
| 1 695 | 1 648 | 1 658 | 1 624 | 1 697 | 1 619 | 1 592 | 1 530 | 1 516 |

| 1906  | 1911  | 1921  | 1926  | 1931 | 1936  | 1946  | 1954  | 1962  |
| ----- | ----- | ----- | ----- | ---- | ----- | ----- | ----- | ----- |
| 1 354 | 1 268 | 1 041 | 1 068 | 970  | 1 046 | 1 040 | 1 029 | 1 030 |

| 1968  | 1975 | 1982 | 1990 | 1999 | 2004 | 2006 | 2009 | 2014 |
| ----- | ---- | ---- | ---- | ---- | ---- | ---- | ---- | ---- |
| 1 033 | 987  | 972  | 879  | 868  | 969  | 980  | 977  | 992  |

| 2019  | 2022  | - | - | - | - | - | - | - |
| ----- | ----- | - | - | - | - | - | - | - |
| 1 046 | 1 052 | - | - | - | - | - | - | - |

| selon la population municipale des années : | 1968 | 1975 | 1982 | 1990 | 1999 | 2006 | 2009 | 2013 |
| Rang de la commune dans le département      | 26   | 27   | 30   | 31   | 31   | 32   | 32   | 33   |
| Nombre de communes du département           | 466  | 462  | 462  | 462  | 463  | 463  | 463  | 463  |

## Économie

### Revenus
En 2018  (données Insee publiées en septembre 2021), la commune compte 448 ménages fiscaux, regroupant 888 personnes. La médiane du revenu disponible par unité de consommation est de 20 760 € (20 820 € dans le département).

### Emploi
|                | 2008  | 2013  | 2018  |
| -------------- | ----- | ----- | ----- |
| Commune        | 6,9 % | 7,6 % | 6,9 % |
| Département    | 6,1 % | 7,5 % | 8,2 % |
| France entière | 8,3 % | 10 %  | 10 %  |

En 2018, la population âgée de 15 à 64 ans s'élève à 582 personnes, parmi lesquelles on compte 68,2 % d'actifs (61,2 % ayant un emploi et 6,9 % de chômeurs) et 31,8 % d'inactifs,. En  2018, le taux de chômage communal (au sens du recensement) des 15-64 ans est inférieur à celui de la France et département, alors qu'en 2008 il était supérieur à celui du département et inférieur à celui de la France.
La commune est hors attraction des villes,. Elle compte 472 emplois en 2018, contre 428 en 2013 et 477 en 2008. Le nombre d'actifs ayant un emploi résidant dans la commune est de 364, soit un indicateur de concentration d'emploi de 129,5 % et un taux d'activité parmi les 15 ans ou plus de 44,7 %.
Sur ces 364 actifs de 15 ans ou plus ayant un emploi, 159 travaillent dans la commune, soit 44 % des habitants. Pour se rendre au travail, 77,3 % des habitants utilisent un véhicule personnel ou de fonction à quatre roues, 0,3 % les transports en commun, 14,3 % s'y rendent en deux-roues, à vélo ou à pied et 8,1 % n'ont pas besoin de transport (travail au domicile).

### Activités hors agriculture

#### Secteurs d'activités
109 établissements sont implantés  à Saint-Clar au 31 décembre 2019. Le tableau ci-dessous en détaille le nombre par secteur d'activité et compare les ratios avec ceux du département,.
| Secteur d'activité                                                                                        | Commune | Commune | Département |
| Secteur d'activité                                                                                        | Nombre  | %       | %           |
| --- | ------- | ------- | ----------- |
| Ensemble                                                                                                  | 109     | 100 %   | (100 %)     |
| Industrie manufacturière, industries extractives et autres                                                | 14      | 12,8 %  | (12,3 %)    |
| Construction                                                                                              | 14      | 12,8 %  | (14,6 %)    |
| Commerce de gros et de détail, transports, hébergement et restauration                                    | 35      | 32,1 %  | (27,7 %)    |
| Information et communication                                                                              | 2       | 1,8 %   | (1,8 %)     |
| Activités financières et d'assurance                                                                      | 4       | 3,7 %   | (3,5 %)     |
| Activités immobilières                                                                                    | 4       | 3,7 %   | (5,2 %)     |
| Activités spécialisées, scientifiques et techniques et activités de services administratifs et de soutien | 15      | 13,8 %  | (14,4 %)    |
| Administration publique, enseignement, santé humaine et action sociale                                    | 16      | 14,7 %  | (12,3 %)    |
| Autres activités de services                                                                              | 5       | 4,6 %   | (8,3 %)     |

Le secteur du commerce de gros et de détail, des transports, de l'hébergement et de la restauration est prépondérant sur la commune puisqu'il représente 32,1 % du nombre total d'établissements de la commune (35 sur les 109 entreprises implantées  à Saint-Clar), contre 27,7 % au niveau départemental.

#### Entreprises et commerces
Les quatre entreprises ayant leur siège social sur le territoire communal qui génèrent le plus de chiffre d'affaires en 2020 sont : 
- Établissements Goudy Et Compagnie, commerce de gros (commerce interentreprises) de céréales, de tabac non manufacturé, de semences et d'aliments pour le bétail (12 339 k€) ;
- DSM Food Specialities Superdex SAS, commerce de gros (commerce interentreprises) non spécialisé (2 094 k€) ;
- Elisa, restauration traditionnelle (242 k€) ;
- Chapau, restauration traditionnelle (38 k€).

L'agriculture est d'une haute technicité. Elle représente l'activité essentielle du Saint-Clarais. Pour contrecarrer la nature, les agriculteurs ont multiplié les lacs collinaires. Ils utilisent des tracteurs à forte puissance et les productions agricoles sont à haut rendement : céréales (blé et essentiellement maïs), oléagineux et aussi cultures spécialisées comme l'ail.
Le Gers est ainsi le premier producteur d'ail en France : 5 390 tonnes en 2003 et Saint-Clar est devenu la capitale de l'ail blanc. Sur trois têtes d'ail consommées en France, une est du Saint-Clarais. Ce condiment fut rapporté par les Croisés et il a trouvé autour de Saint-Clar, les conditions nécessaires à son exploitation : des contreforts argilo-calcaires, un climat favorable et un paysan ne ménageant pas sa peine. D'où sa qualité. Les terres saines, argileuses, riches en calcaire et en humus se délitent au printemps. Les bulbes se développent alors bien. La variété spécifique, très largement dominante est l'ail blanc. Bien que n'occupant guère plus de 2 % du sol, la culture de l'ail représente 20 % du revenu des exploitations à la fin du XXe siècle. Sa commercialisation s'effectue essentiellement sur les marchés de Saint-Clar et de Beaumont-de-Lomagne.
Les élevages de basse-cour jouent aussi un grand rôle dans l'économie du Saint-Clarais.
L'activité marchande est un facteur aussi important du développement économique de Saint-Clar. Un marché traditionnel se tient tous les jeudis matin. Un marché de l'ail est organisé pendant l'été de juillet à fin septembre, tous les jeudis matin ainsi que la Fête de l'ail qui se déroule le 1er jeudi d'août (marchés, repas et animations). Un concours de l'ail anime Saint-Clar tous les 3es jeudis d'août (compositions végétales). Une foire aux vins et aux produits régionaux a lieu le 1er dimanche de décembre. Enfin des soirées gourmandes sont organisées le 2e jeudi de juillet et les 1er et 3e jeudis d'août (présentation de produits locaux et repas gastronomiques).

### Agriculture
La commune est dans la Lomagne, une petite région agricole occupant le nord-est du département du Gers. En 2020, l'orientation technico-économique de l'agriculture  sur la commune est l'exploitation de grandes cultures (hors céréales et oléoprotéagineuses).
|               | 1988  | 2000  | 2010  | 2020  |
| ------------- | ----- | ----- | ----- | ----- |
| Exploitations | 36    | 30    | 21    | 17    |
| SAU (ha)      | 1 297 | 1 274 | 1 106 | 1 159 |

Le nombre d'exploitations agricoles en activité et ayant leur siège dans la commune est passé de 36 lors du recensement agricole de 1988  à 30 en 2000 puis à 21 en 2010 et enfin à 17 en 2020, soit une baisse de 53 % en 32 ans. Le même mouvement est observé à l'échelle du département qui a perdu pendant cette période 51 % de ses exploitations,. La surface agricole utilisée sur la commune a également diminué, passant de 1 297 ha en 1988 à 1 159 ha en 2020. Parallèlement la surface agricole utilisée moyenne par exploitation a augmenté, passant de 36 à 68 ha.

## Culture locale et patrimoine

### Lieux et monuments
- Saint-Clar est une bastide, créée en 1274, caractérisée par deux places à cornières : la place de la Garlande, au centre, avec sa halle d'origine sous laquelle se tient tous les jeudis le marché et la Plaçotte ou place à cornières.
- Elle possédait deux châteaux voisins, celui du seigneur et celui de l'évêque de Lectoure, aujourd'hui totalement disparus.
- Halle-hôtel de ville avec ses charpentes en bois du XVIIIe siècle et ses piliers très usés mais toujours très solides contrairement aux apparences et sa maison commune reconstruite en 1818.

Halle centrale avec ses charpentes en bois
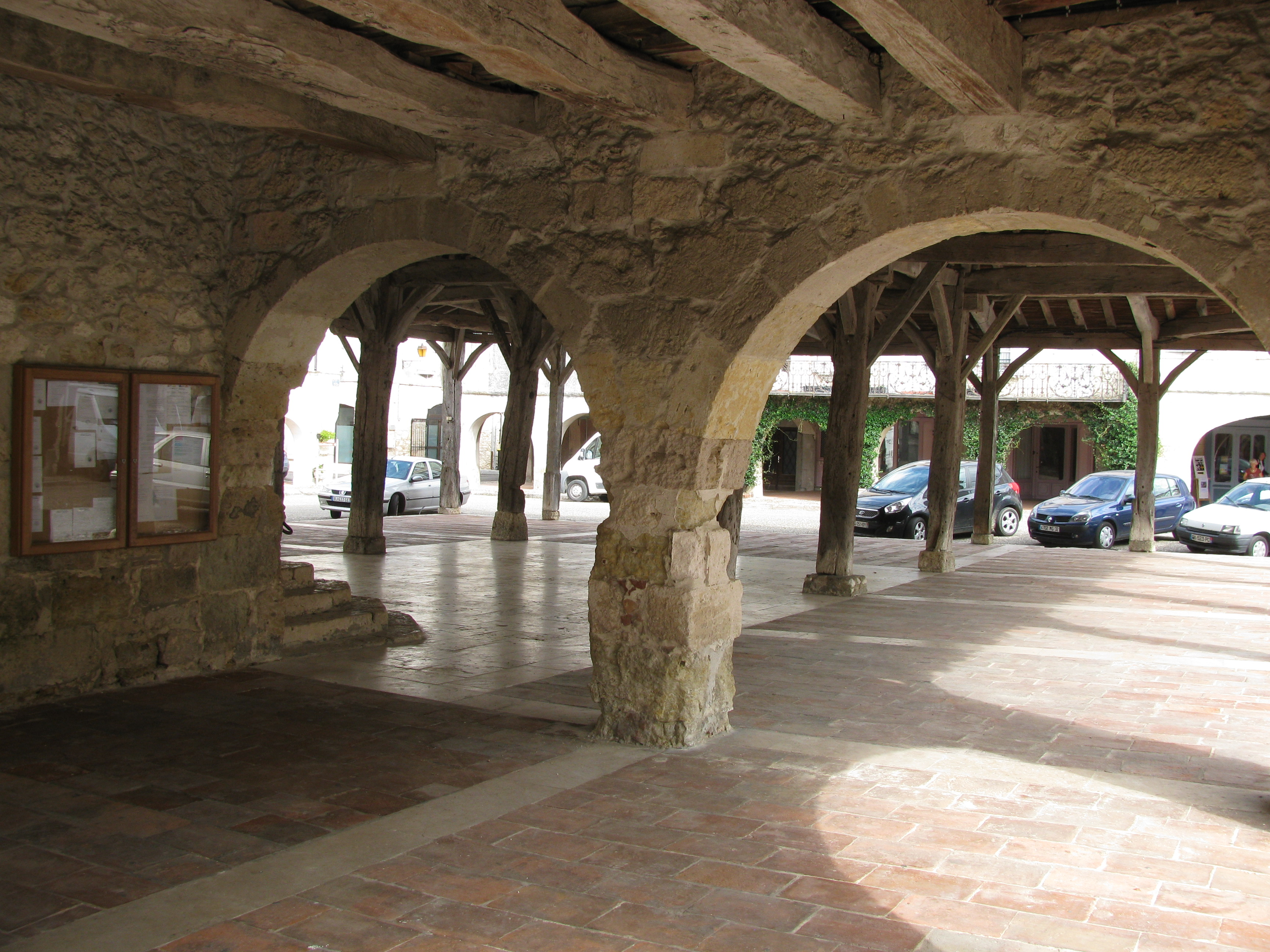
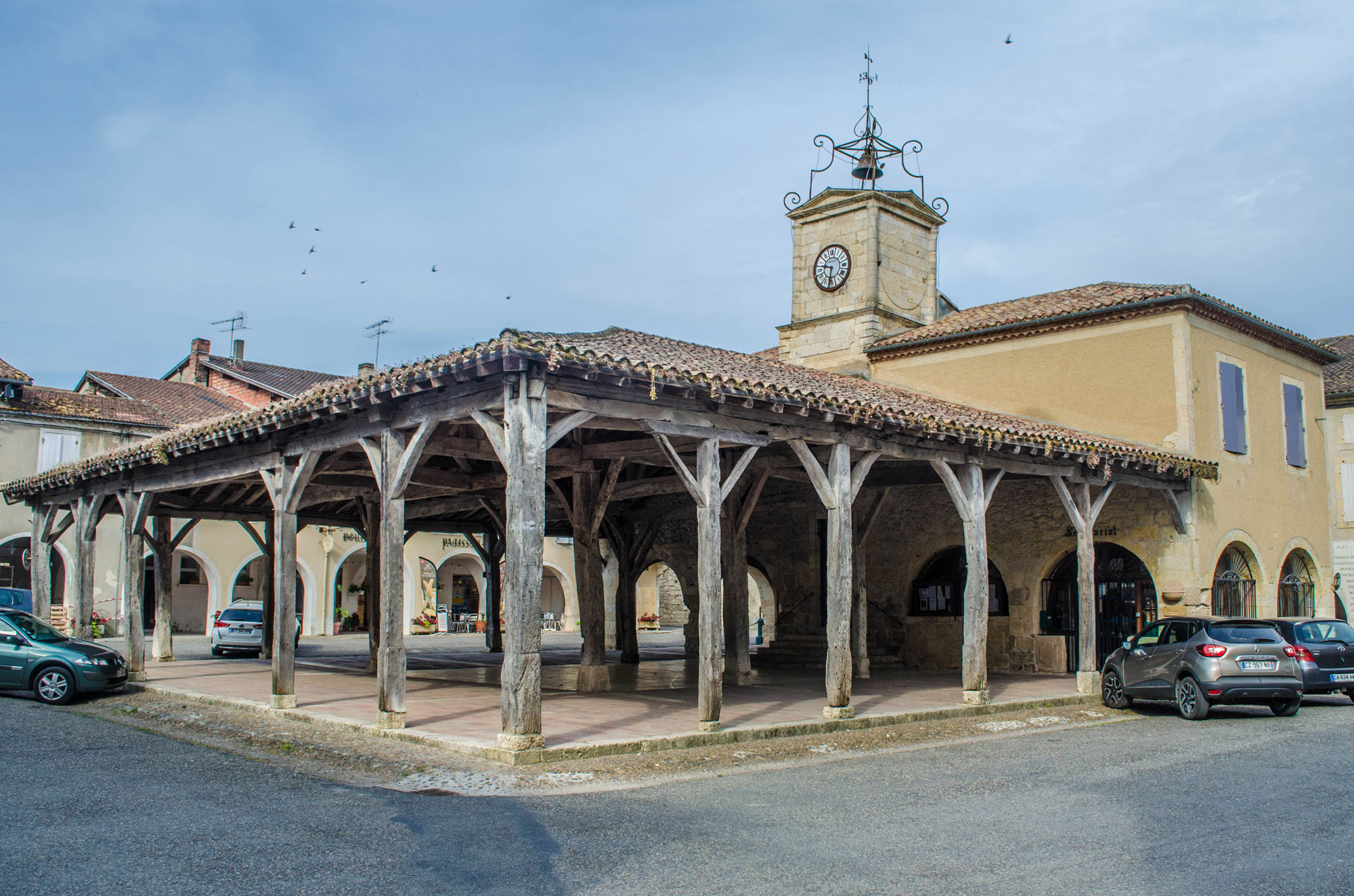
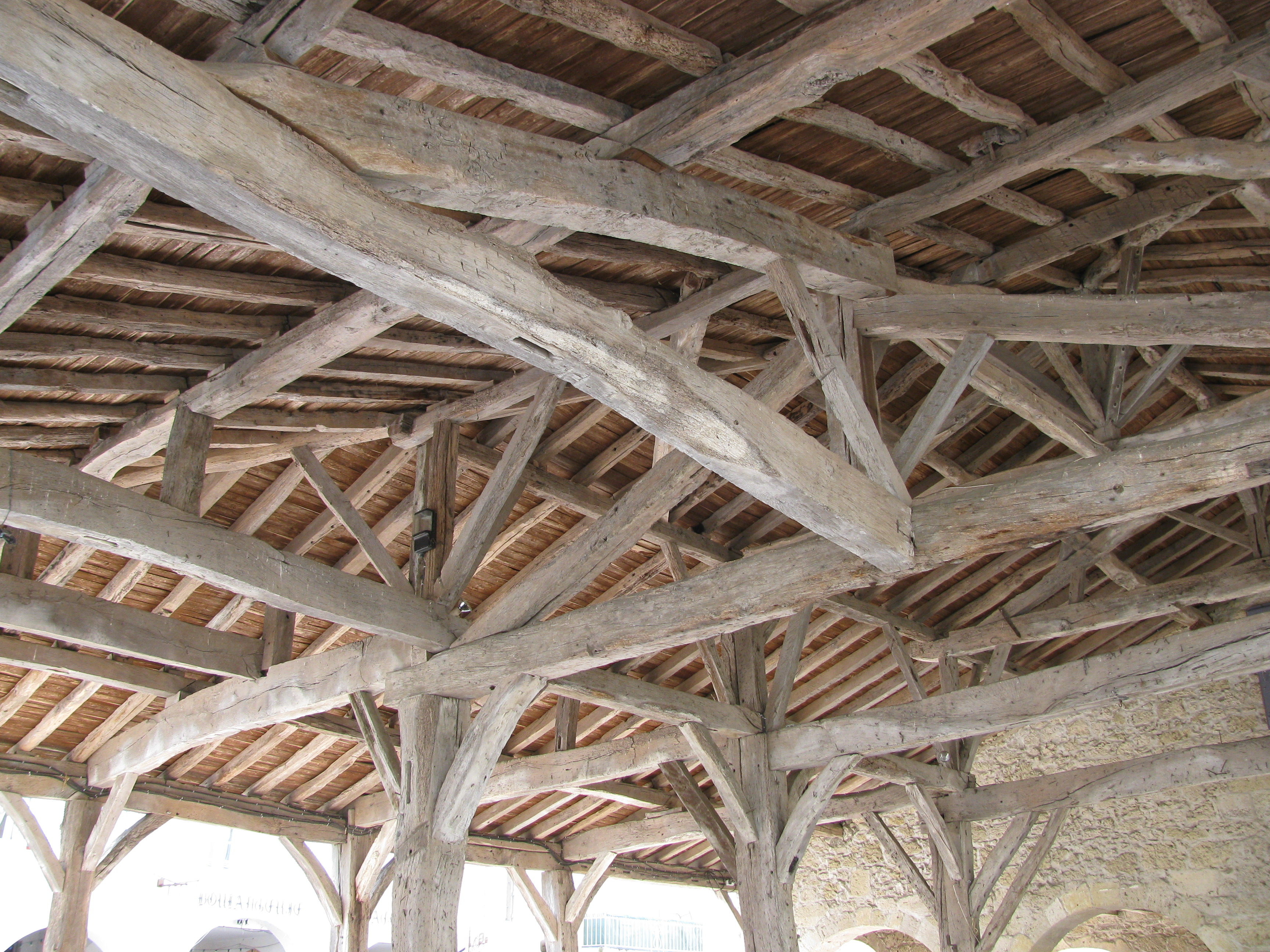

- Ancienne église Sainte-Catherine, clocher du XIe siècle, nef avec enfeus du XIIe siècle, remaniés aux XVe et XVIIIe siècles. C'était l'« église de Jean-Géraud d'Astros », qui en fut prêtre toute sa vie. Désaffectée après la construction de la nouvelle église, elle a été préservée et sert d’espace d’expositions, de concerts ou de théâtre.

Ancienne église ou « église de Dastros »
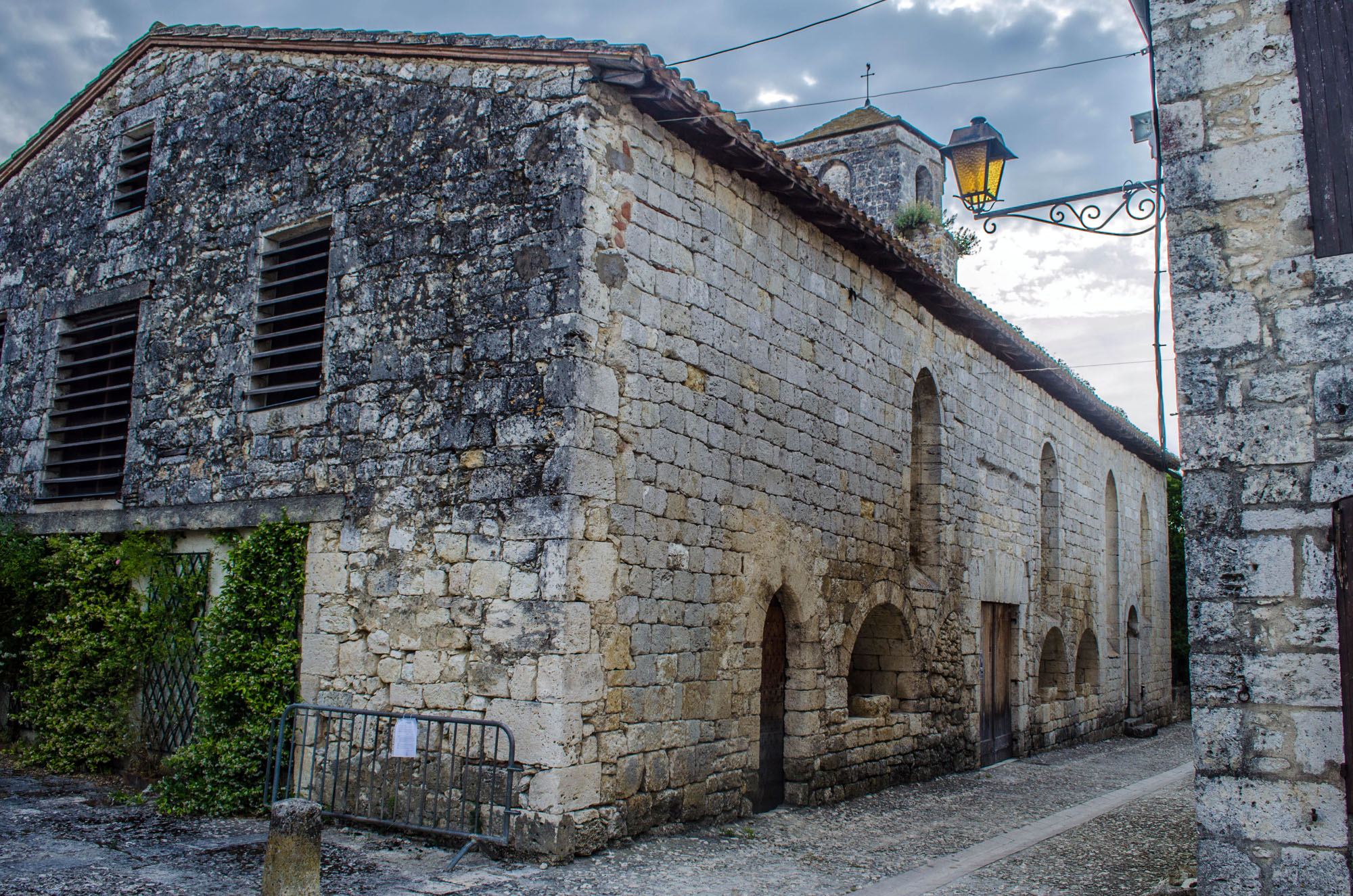
Ancienne église.
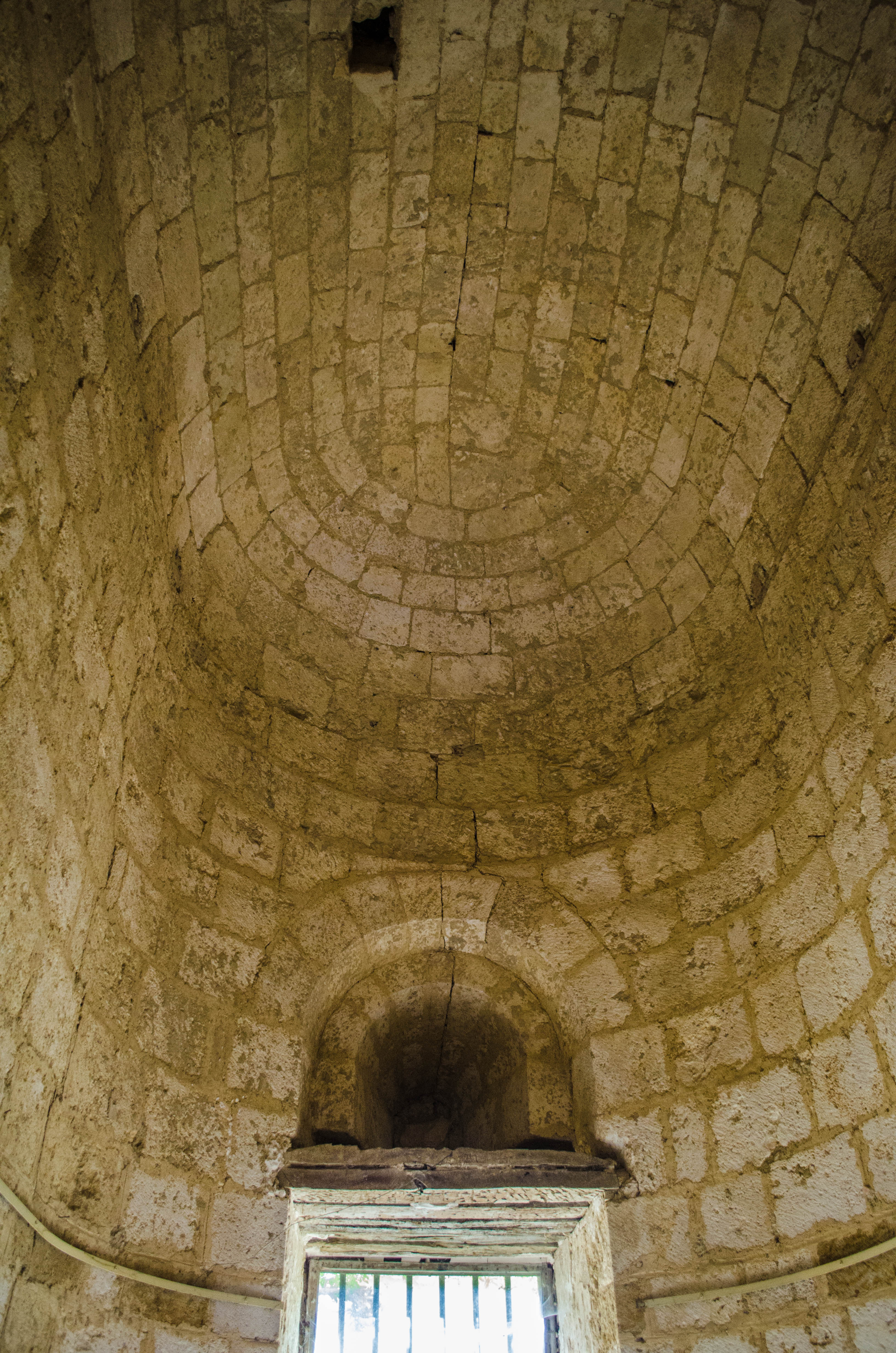
Chapelle axiale.
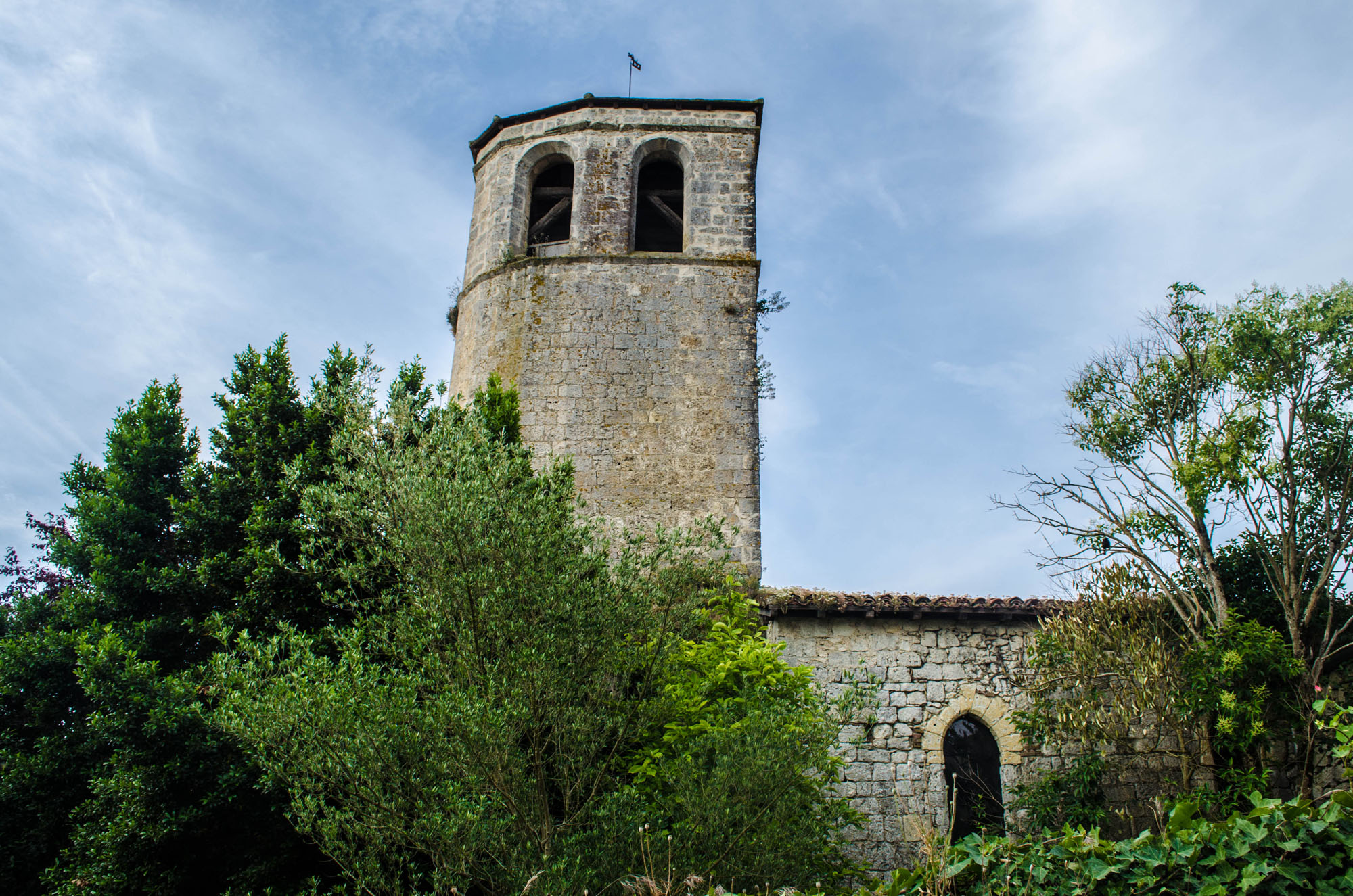
Clocher (XIe siècle).
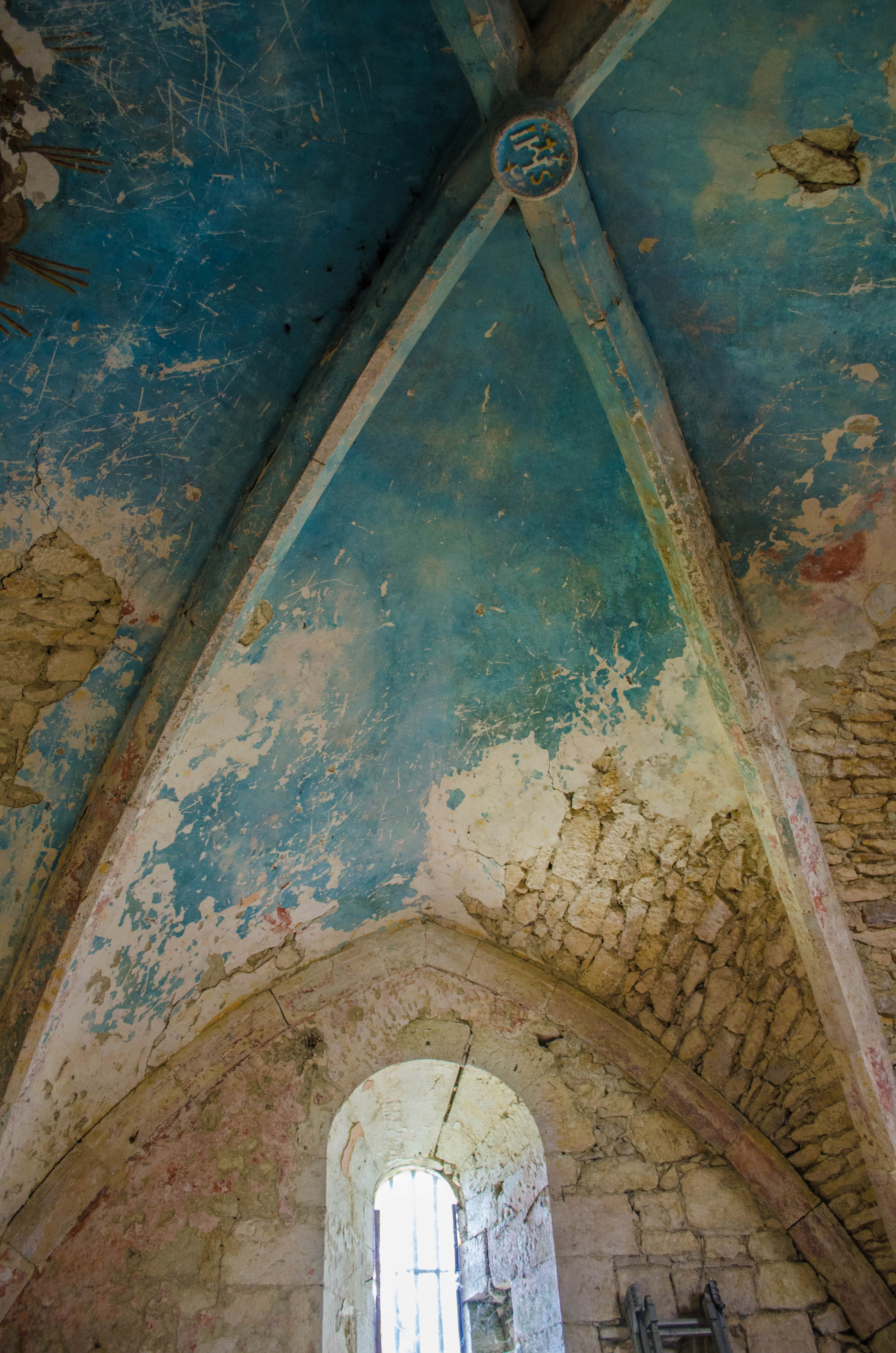
Chapelle latérale.
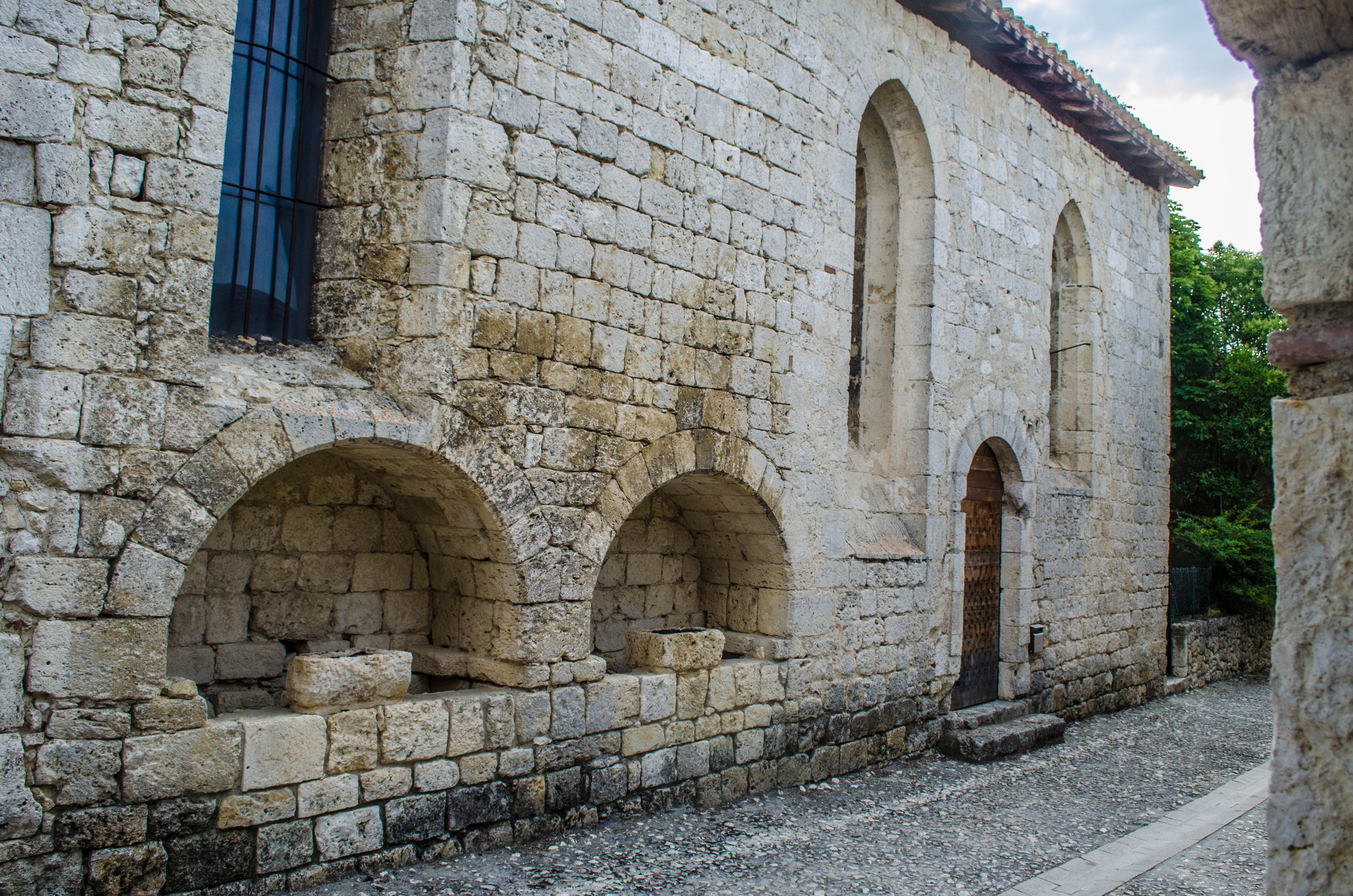
Façade sud.

- Église Saint-Clair. (XIXe s.) de style néo-gothique, bâtie de 1857 à 1864 sur les plans d’Hippolyte Durand, dit Duran, architecte diocésain, auteur de nombreux édifices en France et dans le Sud-Ouest, dont la basilique de l'Immaculée-Conception de Lourdes. La particularité de cette église est son orientation inversée. En effet, contrairement au principe marquant la plupart des églises de France, elle n'est pas orientée ouest-est mais est-ouest, l'entrée principale étant donc à l'Est. L'édifice est répertorier dans la base Mérimée[38],[39]. Le site est inscrit depuis 1943[38],[39].
- Musée de l'école publique. Entièrement rénové en 2009, ce musée installé dans la première école publique du village, présente une collection exceptionnelle d'objets, de cahiers et de livres. Une classe reconstituée des années 1930 vous fait revivre l'atmosphère des écoles du début du XXe siècle. 7 salles conduisent le visiteur à travers l'histoire de l'école publique dans un décor lumineux résolument moderne. On peut y voir la reconstitution du logement d'un instituteur de cette époque. Il accueille plus de 4000 visiteurs par an et propose des animations ludiques aux adultes comme aux enfants. Plusieurs expositions temporaires et conférences sont organisées chaque année par une équipe dynamique. Un jardin pédagogique complète le décor de ce lieu magnifique. Ouvert au public de 14 h à 18 h entre octobre et avril et de 15 h à 19 h d'avril à octobre. Les groupes sont accueillis sur rendez-vous. Fermeture annuelle du 15 janvier à fin février[40]

Au voisinage de Saint-Clar :
- Sur la route de Tané, une ancienne voie qui conduisait à Toulouse, il est possible de voir la chapelle de Tané ainsi qu'un beau moulin à vent.
- Sur la route département D 13 en direction de Lavit, il est possible de visiter la Ferme des étoiles. Des séjours sur le thème de l'observation des étoiles y sont organisés. La ferme propose le coucher et fait table d’hôte. Les propriétaires proposent différents types d'observations : de l'initiation découverte au stage de perfectionnement. Lorsque le ciel est clair, ils organisent des veillées aux étoiles. La ferme est parrainée par Hubert Reeves. Elle sert régulièrement de cadre à des émissions TV comme la « Nuit des Étoiles ». Un planétarium est accessible au public.

### Personnalités liées à la commune
- Jean-Géraud d'Astros, poète gascon, vicaire de la paroisse de Saint-Clar de 1616 à 1648. Son humble maison porte une plaque commémorative. Il chanta, dans ses vers, les plaisirs simples de la table, de la plantureuse nature, des soirées d'automne passées au bord de l'Arrats. Son nom est donné à la vieille église de Saint-Clar dite « église de Dastros » et au square situé contre l'église et dans lequel est exposé son buste en bronze sur une stèle de pierre.
- Jean-Pierre Laborde, homme politique né le 14 novembre 1765 à Saint-Clar (Gers) et décédé le 27 janvier 1827 à Paris.

Buste de Jean-Géraud d'Astros dans le square du même nom
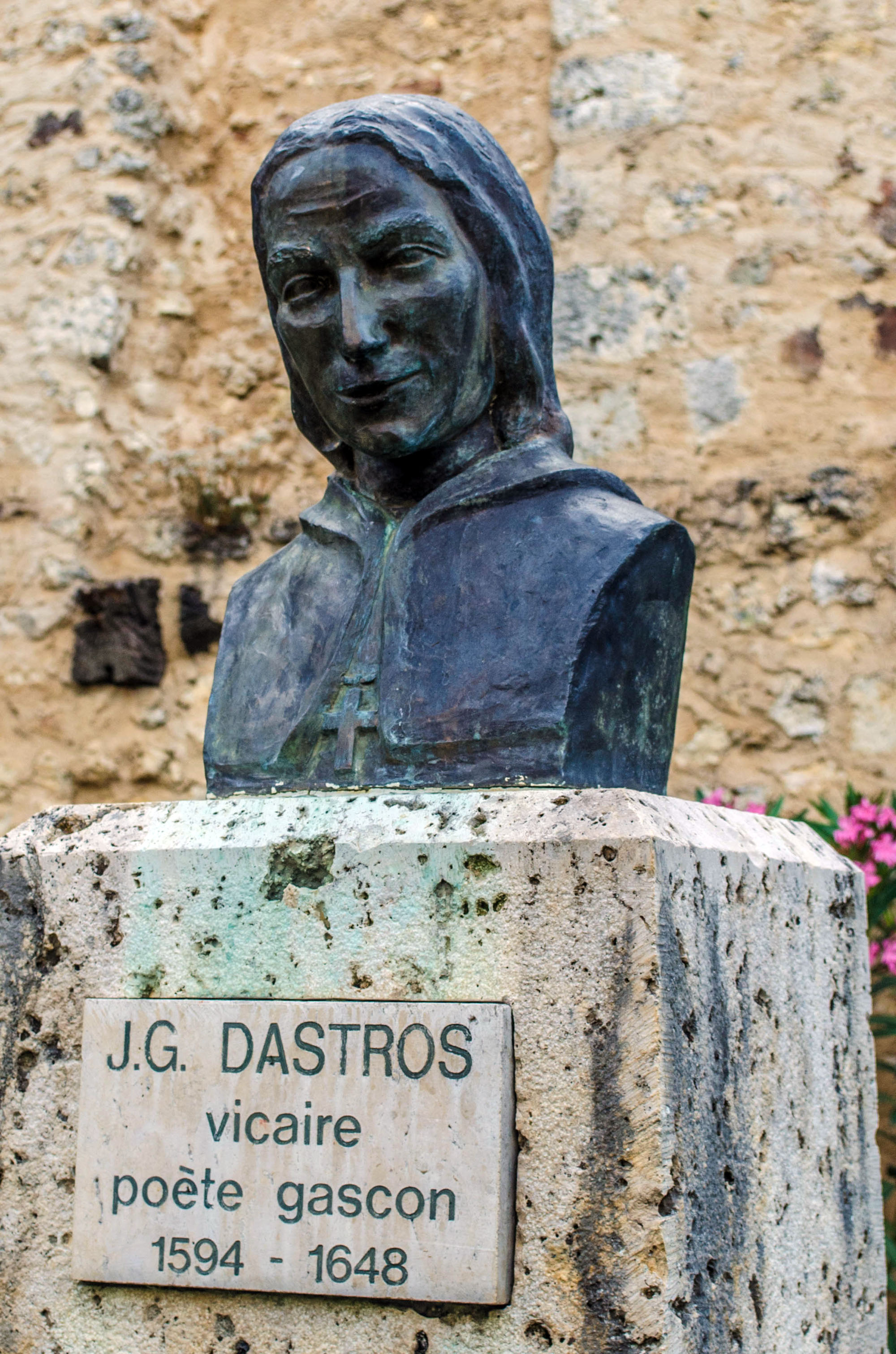
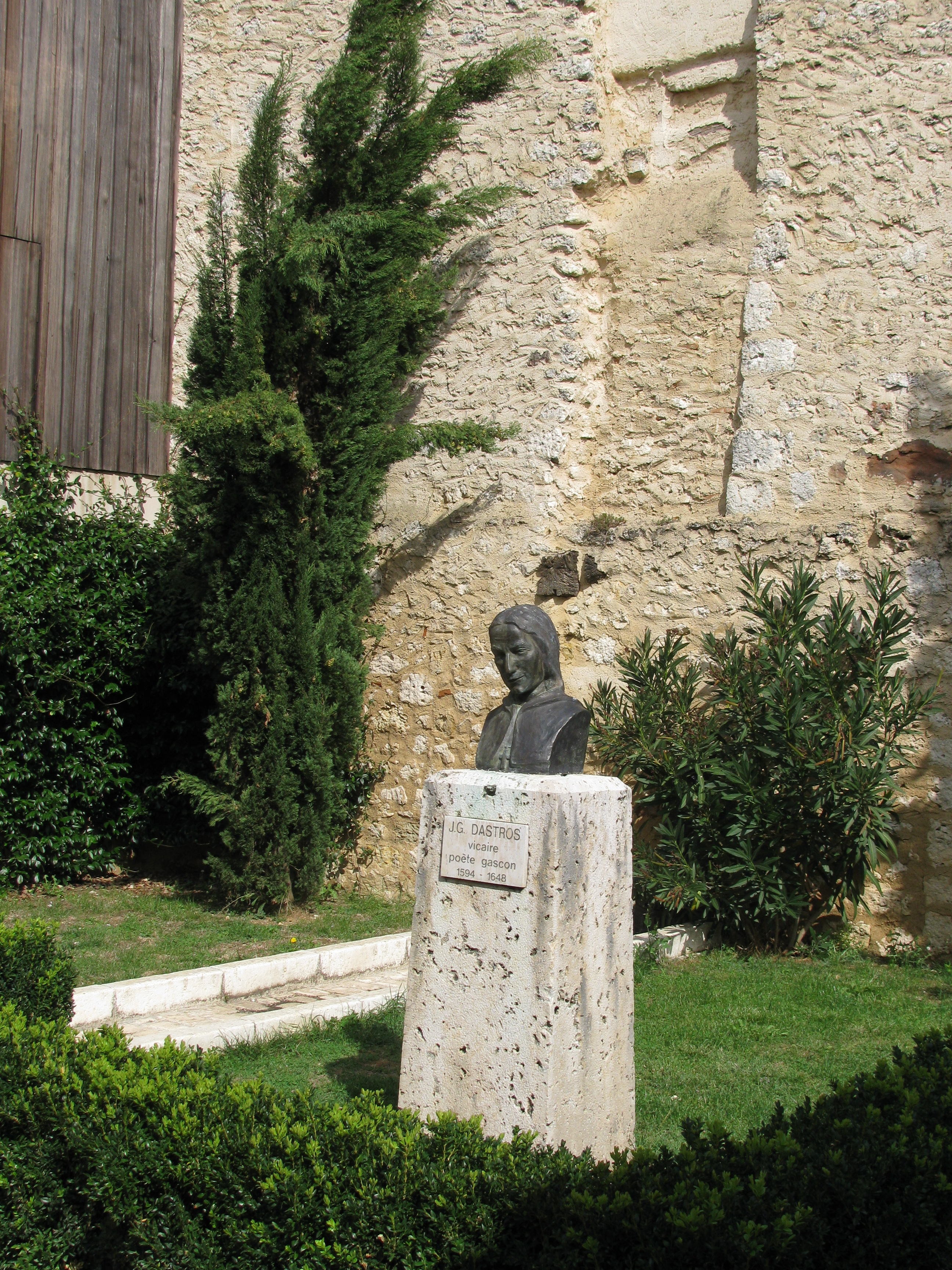
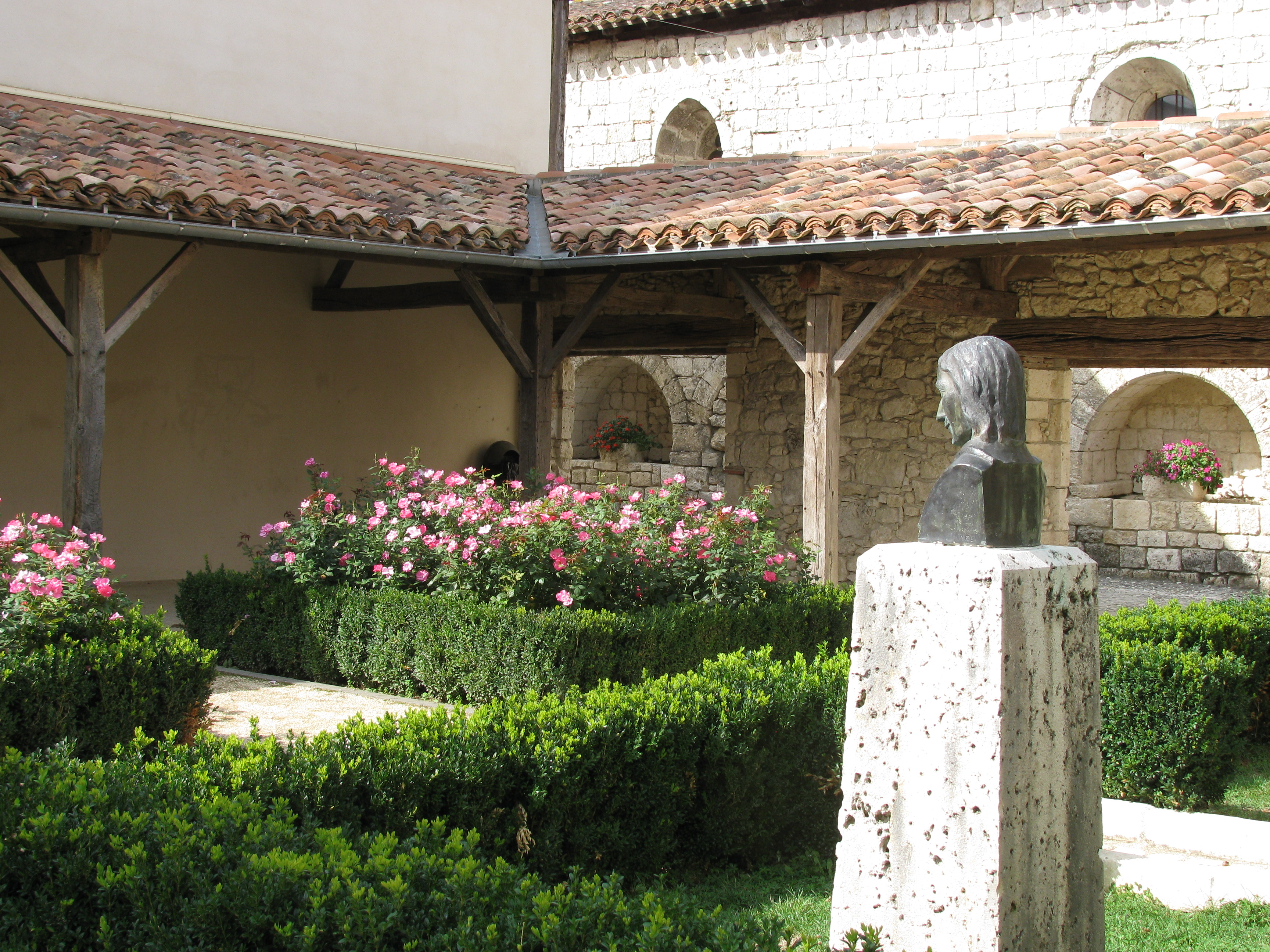
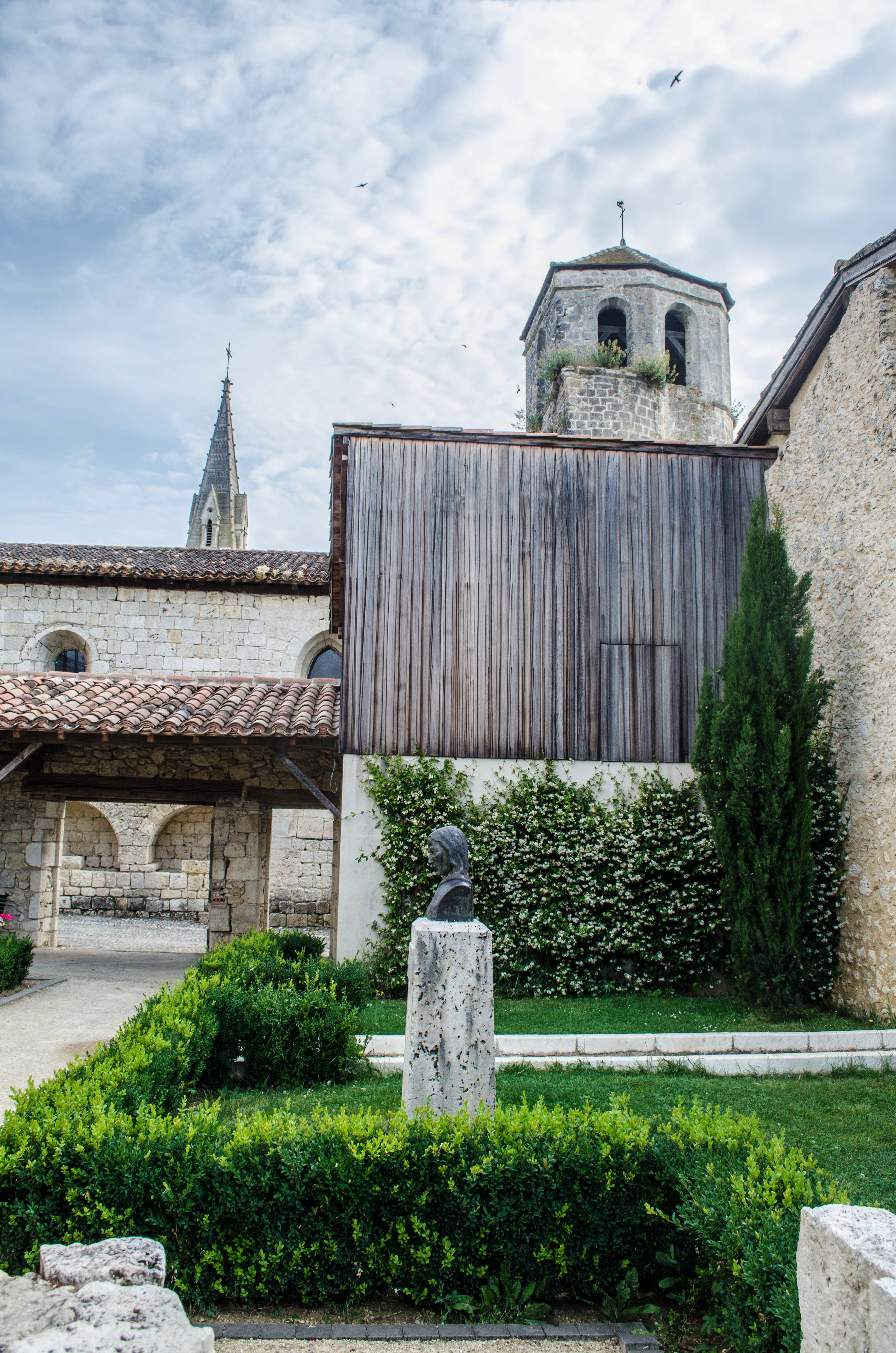

### Héraldique
| Blason de Saint-Clar | Blason  | De gueules aux trois soleils d'or.               |
| Blason de Saint-Clar | Détails | Le statut officiel du blason reste à déterminer. |